# منظمة الشباب المسلم
منظمة الشباب المسلم (بالإنجليزية: Young Muslim Organisation) هي مبادرة موجهة للشباب. تم تأسيسه بشكل رئيسي من قبل الشباب البنغلاديشي في الطرف الشرقي من لندن خلال فترة الهجمات العنصرية في تاور هامليتس عام 1978. اجتمعت المجموعة لأول مرة في لندن في أكتوبر 1978 لتجمع ما يصفه موقعها على الإنترنت بأنه «مجموعة ديناميكية من الشباب الذين سيستجيبون للتحديات التي يواجهها مجتمعهم بإيمان عميق والتزام حقيقي وخطة عمل إيجابية وشاملة». يشمل عملها الدعوة في: مشروع رابط المدرسة ومشروع رابط الكلية ومشروع رابط الجامعة الذي ينظم أنشطة مثل المحاضرات والندوات وحفلات توزيع الجوائز والمعسكرات والأنشطة الرياضية.
يصف المؤلفون مثل بريان بيلتون وصادق حامد المجموعة بأنها تقدم الطعام ويديرها شباب من أصل بنغلادشي. إنها منافسة لمجموعة عمل شبابية إسلامية أخرى، مثل الشباب المسلمون في المملكة المتحدة. هناك اختلافات طفيفة بين المجموعتين، لكن منظمة الشباب الإسلامي لديها تفسير أكثر تحفظًا للشريعة والفقه الإسلامي.
بحسب الناشط السابق إد حسين تم تأسيس منظمة الشباب المسلم من قبل أنصار أبو الأعلى المودودي وحسن البنا، ويتم تشجيع الأعضاء على متابعة أعمالهم. يصف حسين المنظمة بأنها منظمة في تسلسل هرمي مع الأعضاء العاديين في الأسفل، يليهم الأعضاء الأساسيون، واللجنة التنفيذية الوطنية للمنظمة في الأعلى. يصبح الأعضاء العاديون ركيزة بعد سنوات من الأنشطة وإثبات ولاء الفرد عندما يقسمون على عهد ويقسمون الولاء للقيادة. على الأقل عندما كان حسين عضوًا في أوائل التسعينيات كان مسجد شرق لندن مركز المنظمة التي كانت تعمل على الانتشار منه. كان من المتوقع أن يقوم الأعضاء بتسجيل أنشطتهم اليومية (عدد الساعات التي يقضونها في الصلاة، وتلاوة القرآن، وقراءة الأحاديث والكتب الإسلامية الأخرى، وما إلى ذلك) للإبلاغ عن إنجازاتهم في اجتماع المنظمة الأسبوعي.